# Gianluca Fumagalli
Gianluca Fumagalli (Milano, 20 ottobre 1955) è un regista italiano.

## Biografia
Negli anni ottanta ha realizzato due film indipendenti con Mariella Valentini e Claudio Bisio: Come dire... (1983 - Primo premio al Bellaria Film Festival) e A fior di pelle (1987 - Premio speciale della Giuria al festival Annecy cinéma italien). Nel 2001 ha diretto Quasi quasi, una commedia con Marina Massironi, Neri Marcorè e Fabio De Luigi.
In seguito si è dedicato alle serie TV, specializzandosi nelle commedie: dalla prima serie di Belli dentro (2005) con Geppi Cucciari e Leonardo Manera, a Quelli dell'intervallo (2006-2008) per Disney Channel, fino a Così fan tutte con Alessia Marcuzzi e Debora Villa.

## Filmografia

### Cinema
- Come dire... (1983)
- A fior di pelle (1987)
- Café la Mama (1991)
- La confessione di maniaco (1991) - cortometraggio
- Quasi quasi (2002)
- L'ultima sigaretta (2005) - cortometraggio
- Petrektek & Cripztak (2008) - cortometraggio

### Televisione
- Belli dentro (Prima stagione, 2005)
- Quelli dell'intervallo (2006-2009)
- Fiore e Tinelli (2007)
- Così fan tutte (2009-2011)